# Round & Round (musiksingel med New Order)
Round & Round är en singel från 1989 av New Order, från albumet Technique som kom samma år.

## Låtlista
1. Round & Round
2. Round & Round ( 12 tums-version )
3. Round & Round ( Club Mix Kevin Saunderson )
4. Round & Round ( 12” Remix Ben Grosse )
5. Round & Round ( Detroit Mix )
6. Round & Round ( Instrumental Mix )
7. Best And Marsh

## Listplaceringar
| Lista (1989)                         | Topplacering |
| ------------------------------------ | ------------ |
| Irländska singellistan               | 10           |
| Nyzeeländska RIANZ-singellistan      | 13           |
| Brittiska singellistan               | 21           |
| Brittiska indiesingellistan          | 2            |
| US Billboard Hot 100                 | 64           |
| US Billboard Hot Dance Club Play     | 1            |
| US Billboard Hot Dance Singles Sales | 5            |
| US Billboard Modern Rock Tracks      | 6            |